# مارغوت أدلر
مارغوت أدلر (بالإنجليزية: Margot Adler)‏ هي صحفية ومؤلفة أمريكية، ولدت في 16 أبريل 1946 في ليتل روك في الولايات المتحدة، وتوفيت في 28 يوليو 2014 في نيويورك في الولايات المتحدة بسبب سرطان.

## وصلات خارجية
- مارغوت أدلر على موقع IMDb (الإنجليزية)
- مارغوت أدلر على موقع قاعدة بيانات الفيلم (الإنجليزية)